# 532 a.C.
Il 532 a.C. (DXXXII a.C. in numeri romani) è un anno  del VI secolo a.C.

## Eventi
- Milone di Crotone vince per la seconda volta le Olimpiadi (lotta).